# ブルックリン・ドジャース (AAFC)
ブルックリン・ドジャースは、1946年から1948年までAAFCに所属していたアメリカン・フットボールチームである。
1930年から1943年までNFLに所属していたブルックリン・ドジャースとは無関係のチームである。チームは、参入から3年連続でプレイオフを逃し、1949年シーズン開幕前に解散した。解散後はニューヨーク・ヤンキースと合併し、「ブルックリン-ニューヨーク・ヤンキース」となった。
初代ヘッドコーチはエール大学、ニューヨーク大学のヘッドコーチも務めたマル・スティーブンス。1946年7月、オレゴン州ベンドでトレーニングキャンプを行った。同年8月、ポートランドのマルトノマ・スタジアムでシカゴ・ロケッツ、スポケーンのゴンザガ・スタジアムでニューヨーク・ヤンキースと太平洋岸北西部で2試合のプレシーズンゲームを行った。
チームのスター選手は、タルサ大学でオールアメリカンとなったHBグレン・ドブズ。

## シーズン成績
Note: 勝 = 勝, 敗 = 敗, 分 = 引分
| シーズン                 | 勝 | 敗 | 分 | 最終順位      | プレーオフ |
| ------------------------ | -- | -- | -- | ------------- | ---------- |
| ブルックリン・ドジャース |    |    |    |               |            |
| 1946                     | 3  | 10 | 1  | AAFC東地区2位 | --         |
| 1947                     | 3  | 10 | 1  | AAFC東地区3位 | --         |
| 1948                     | 2  | 12 | 0  | AAFC東地区4位 | --         |
| Totals                   | 8  | 32 | 2  |               |            |